# 15 noiembrie
ianuarie • februarie • martie  • aprilie  • mai  • iunie  • iulie  • august  • septembrie  • octombrie  • noiembrie  • decembrie
15 noiembrie este a 319-a zi a calendarului gregorian și a 320-a zi în anii bisecți. Mai sunt 46 de zile până la sfârșitul anului.

## Evenimente

1987: La Brașov au avut loc manifestațiile spontane ale muncitorilor de la uzinele "Roman" împotriva regimului ceaușist, manifestații la care s-a alăturat o mare parte din populația orașului. În fotografie monument ridicat în memoria luptătorilor anticomuniști din Brașov.

- 1813: Gheorghe Asachi a deschis la Academia Domnească din Iași un curs în limba română pentru a preda în limba națională, un curs de inginerie și hotărnicie. Cursul a funcționat până în 1818.
- 1836: A fost înființat la Iași Conservatorul Filarmonic și Dramatic, sub direcția lui Gheorghe Asachi, spătarului Vasile Alecsandri (tatăl) și a vornicului Ștefan Catargiu; și-a încheiat activitatea în 1840.
- 1864: În timpul Războiului Civil American, generalul unionist William Tecumseh Sherman și-a început Marșul spre Mare, în care a distrus infrastructura și orașele confederației între Atlanta și Savannah, Georgia.
- 1889: În Brazilia, împăratul Pedro al II-lea a fost detronat printr-o lovitură de stat condusă de mareșalul Deodoro da Fonseca, iar țara a fost proclamată republică.
- 1924: Apare, la București, revista săptămânală "Mișcarea literară" (până la 17 octombrie 1925), condusă de Liviu Rebreanu.
- 1928: În SUA a fost introdus primul laborator de defectoscopie de cale ferată.
- 1948: A fost testată cu succes prima locomotiva electrică cu turbina de gaz (SUA).
- 1956: Are loc premiera primului film al lui Elvis Presley, Love me tender la cinematograful Paramount în New York.
- 1969: La Washington, D.C., peste 250.000 de oameni au protestat față de Războiul din Vietnam.
- 1971: Intel Corporation a lansat primul microprocesor integrat din lume, denumit Intel 4004, care putea executa până la 60.000 de instrucțiuni pe secundă.
- 1987: La Brașov au avut loc manifestațiile spontane ale muncitorilor de la uzinele "Roman" împotriva regimului ceaușist, manifestații la care s-a alăturat o mare parte din populația orașului.
- 1990: A avut loc, la Brașov, o demonstrație de mari proporții cu prilejul aniversării a trei ani de la revolta anticomunistă a muncitorilor și locuitorilor din Brașov. În frunte cu membrii Asociației "15 noiembrie", demonstranții au parcurs vechiul traseu al manifestației din 1987.
- 1992: În România s-a schimbat numerotația telefonică; în București s-a trecut la numere de telefon din 7 cifre (de la 6) iar în alte orașe s-a trecut de la 5 la 6 cifre.
- 2008: România: Opt mineri și patru membri ai echipelor de salvare au murit în urma a două explozii la mina Petrila.
- 2022: Potrivit Națiunilor Unite, populația mondială depășește opt miliarde de oameni.[1]

## Nașteri
- 1316: Ioan I al Franței (d. 1316)
- 1397: Papa Nicolae al V-lea (d. 1455)
- 1498: Eleonore de Austria, regină a Portugaliei și Franței (d. 1558)
- 1559: Albert al VII-lea, Arhiduce de Austria (d. 1853)
- 1708: William Pitt, prim-ministru al Marii Britanii (d. 1778)
- 1822: Ferdinand, Duce de Genova, fondatorul ramurii Genova a Casei de Savoia (d. 1855)
- 1845: Vasile Conta filosof și poet român, om politic (d. 1882)
- 1859: Prințul Oscar, Duce de Gotland, al doilea fiu al regelui Oscar al II-lea al Suediei (d. 1953)
- 1862: Gerhart Hauptmann, dramaturg german, laureat Nobel (d. 1946)
- 1868: Emil Racoviță, biolog, membru al Academiei Române, fondatorul biospeologiei, explorator al Antarcticii (d. 1947)

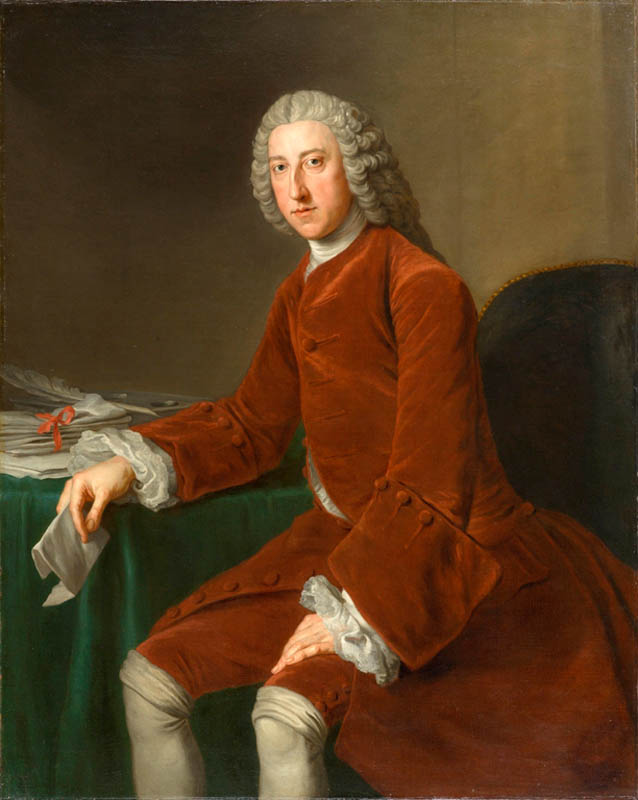
William Pitt, prim-ministru al Marii Britanii
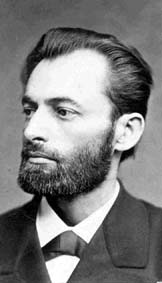
Vasile Conta filosof și poet român
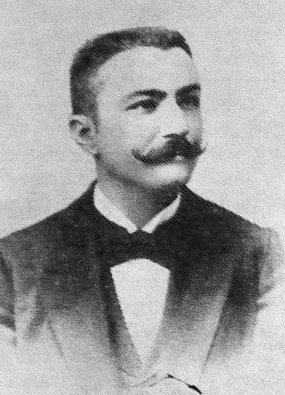
Emil Racoviță, biolog român,explorator al Antarcticii

- 1874: August Krogh, zoolog danez, laureat Nobel (d. 1949)
- 1876: Anne-Elisabeth de Noailles (născută Brâncoveanu), scriitoare franceză de origine română, contesa De Mathieu, membru de onoare al Academiei Romane (d. 1933)
- 1886: René Guénon, autor egiptean de origine franceză (d. 1951)
- 1887: Georgia O'Keeffe, pictoriță americană (d. 1986)
- 1889: Petre Cameniță, general român (d. 1962)
- 1891: Erwin Rommel, feldmareșal german (d. 1944)
- 1895: Marea Ducesă Olga Nicolaevna a Rusiei (d. 1918)
- 1896: Horia Hulubei, academician român (d. 1972)
- 1898: Barbu Fundoianu, poet român (d. 1944)
- 1907: Claus von Stauffenberg, ofițer german (d. 1944)
- 1911: Alexandru Ciorănescu, prozator, poet, dramaturg și istoric literar (d. 1999)
- 1923: Constantin Lache, antrenor emerit român de handbal (d. 2010)
- 1929: Ed Asner, actor american (d. 2021)
- 1930: James Graham Ballard, scriitor britanic (d. 2009)
- 1931: Sever Frențiu, pictor și scenograf român (d. 1997)
- 1932: Petula Clark, cântăreață și actriță britanică
- 1932: Alvin Plantinga, filosof american
- 1937: Leonard Cazan, politician român
- 1939: Ștefan Sileanu, actor român de teatru și film (d. 2020)
- 1941: Corneliu Ciontu, politician român
- 1942: Daniel Barenboim, dirijor israelian
- 1945: Roger Donaldson, regizor neozeelandez
- 1946: Mihail, Prinț de Saxa-Weimar-Eisenach, actualul șef al Casei de Saxa-Weimar-Eisenach
- 1950: Principesa Elena a României, fiica regelui Mihai al României
- 1951: Beverly D'Angelo, actriță americană
- 1956: Ioan Buda, politician român
- 1958: Doina Aldea-Teodorovici, cântăreață din Republica Moldova (d. 1992)
- 1958: Anamaria Beligan, scriitoare și cineastă română
- 1964: Petre Grigoraș, jucător și antrenor român de fotbal
- 1967: Dan Găureanu, scrimer român (d. 2017)
- 1974: Ingrida Šimonytė, politiciană, funcționară publică și economistă lituaniană, prim-ministru al Lituaniei (2020 - 2024)
- 1981: Diego Gaúcho, fotbalist brazilian
- 1983: John Heitinga, fotbalist olandez
- 1984: Katarina Bulatović, handbalistă muntenegreană
- 1993: Paulo Dybala, fotbalist argentinian

## Decese
- 1280: Albertus Magnus, teolog german (n. 1195)
- 1630: Johannes Kepler, astrolog, astronom și matematician german (n. 1571)
- 1787: Christoph Willibald Gluck, compozitor de operă german (n. 1714)
- 1853: Maria a II-a, regină a Portugaliei (n. 1819)
- 1863: Frederic al VII-lea, rege al Danemarcei (n. 1808)
- 1888: Ion I. Câmpineanu, primul Guvernator al Băncii Naționale  (n. 1841)
- 1916: Henryk Sienkiewicz, scriitor polonez, laureat Nobel (n. 1846)

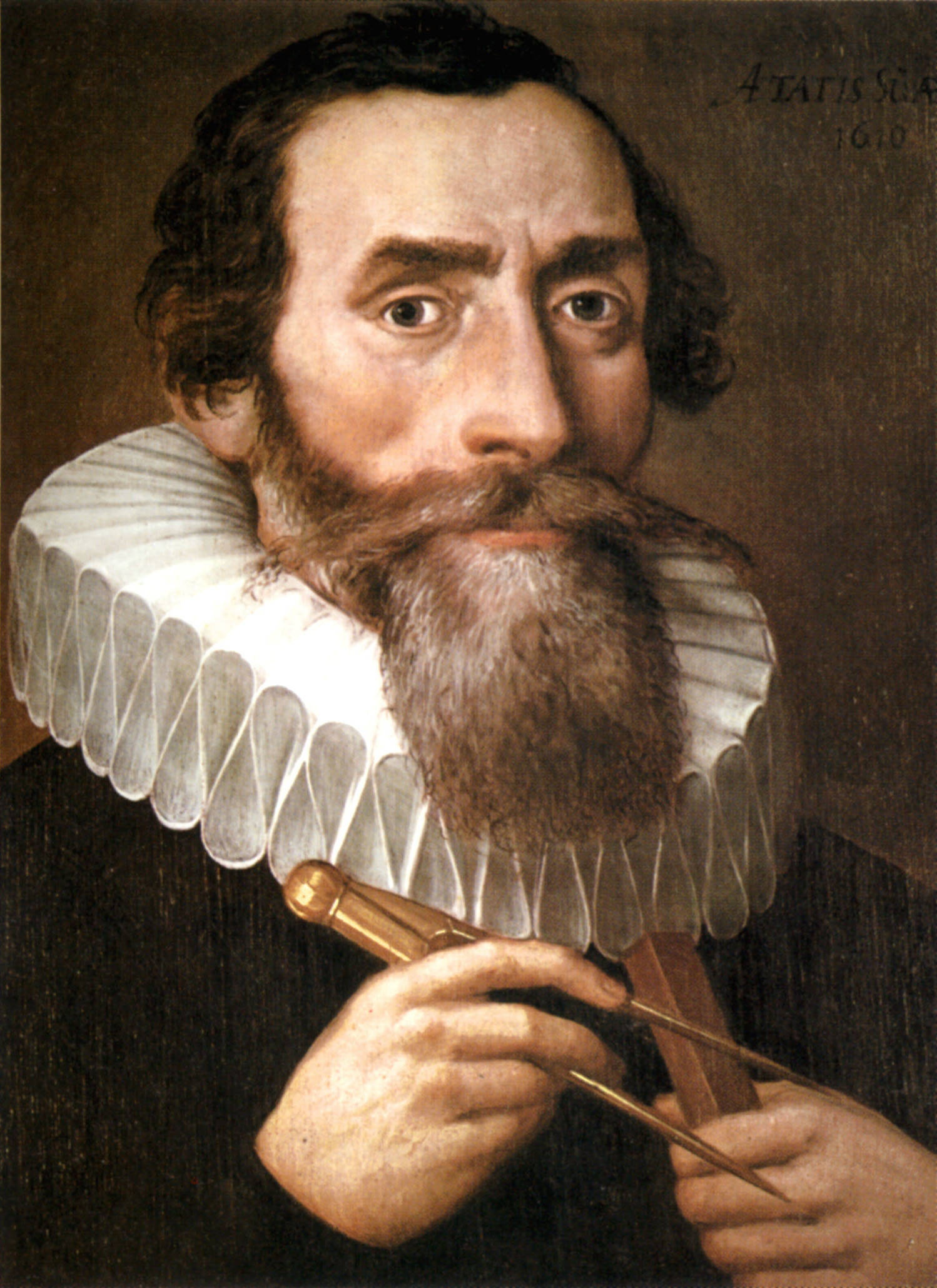
Johannes Kepler, astronom german
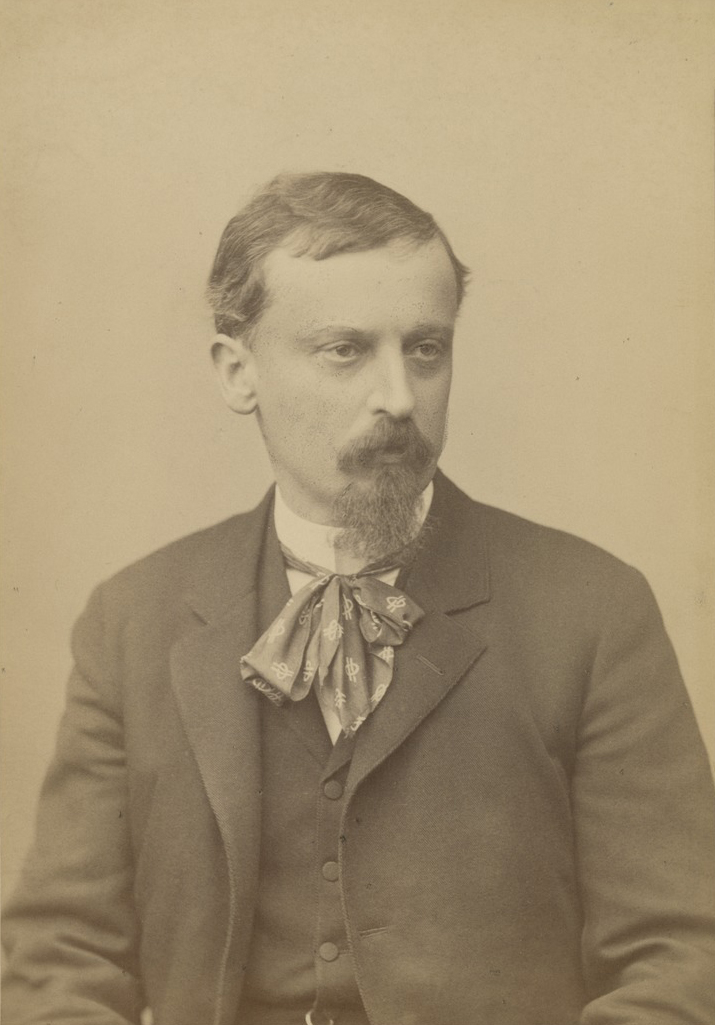
Henryk Sienkiewicz, scriitor polonez, laureat Nobel
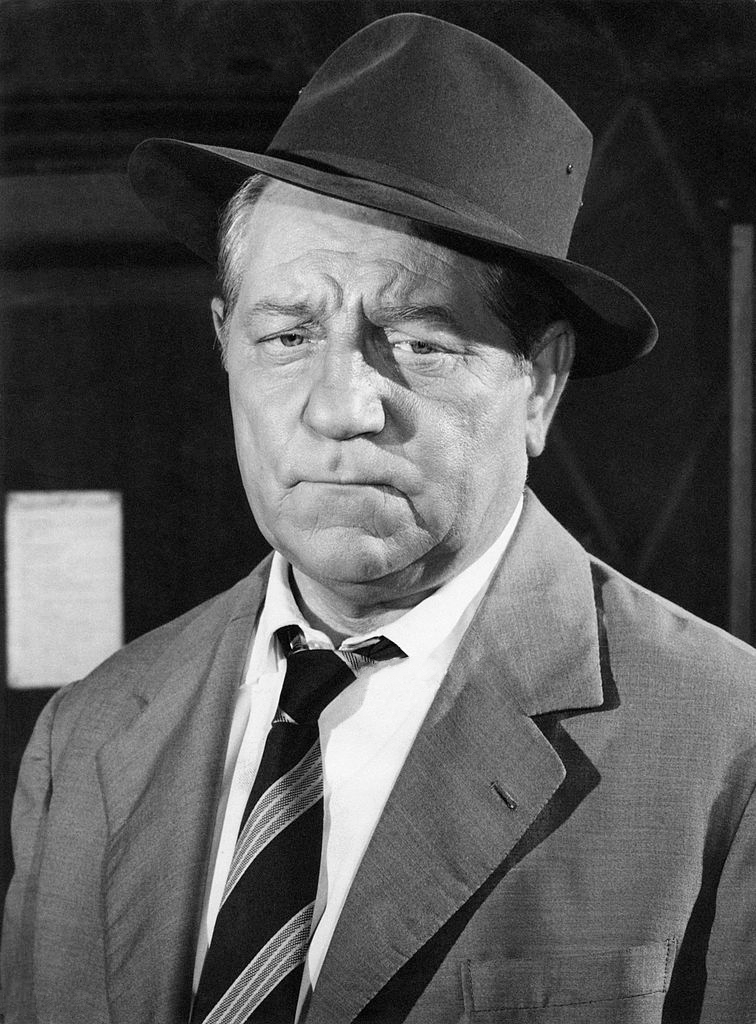
Jean Gabin, actor francez

- 1919: Alfred Werner, chimist german, laureat Nobel (n. 1866)
- 1932: Peneș Curcanul, erou al războiului de Independență din 1877, fost sergent în Regimentul 13 Dorobanți (n. 1854)
- 1933: Émile-Jacques Ruhlmann, designer de mobilier francez (n. 1879)
- 1945: Ion Diaconescu, pictor român (n. 1915)
- 1954: Lionel Barrymore, actor american (n. 1878)
- 1959: Charles Thomson Rees Wilson, fizician scoțian, laureat al Premiul Nobel (n. 1869)
- 1976: Gheorghe Călugăreanu, matematician român (n. 1902)
- 1976: Jean Gabin, actor francez (n. 1904)
- 1983: Marc Bernard, scriitor francez, câștigător al Premiului Goncourt în 1942 (n. 1900)
- 1993: Cornel Onescu, politician român (n. 1920)
- 2017: Gustav Elijah Åhr, cântăreț american (n. 1996)
- 2021: Dorli Blaga, intelectuală română, fiica filosofului, poetului și dramaturgului român Lucian Blaga și a Corneliei Brediceanu (n. 1930)
- 2024: Béla Károlyi, antrenor român de gimnastică (n. 1942)

## Sărbători
- Sfântul Cuvios Paisie de la Neamț (Începutul Postului Crăciunului) (calendarul ortodox și greco-catolic)
- Albert cel Mare (calendarul romano-catolic)
- Ziua națională a Republicii Federative a Braziliei